# Aeropuertos Argentina
Aeropuertos Argentina, anteriormente Aeropuertos Argentina 2000, y a veces abreviado como AA2000, es una empresa con sede en la ciudad de Buenos Aires que está a cargo de 35 aeropuertos de Argentina. Es propiedad de Eduardo Eurnekian.

## Descripción de la empresa
Esta empresa gestiona la mayor parte de los aeropuertos de Argentina. Por sus aeropuertos pasaron en 2019 más de 41 millones de pasajeros. Sus aeropuertos se encuentran en todas las provincias argentinas, salvo en Neuquén y Corrientes. 
Aeropuertos Argentina comunicó que se asoció con Veovo, la empresa especializada en software y tecnología aeroportuaria, en mayo de 2022. El software en la nube impulsado por IA mide el movimiento de los pasajeros y proporciona una visión predictiva y en vivo del comportamiento del cliente.

## Composición societaria

### Propietarios[5]
- Corporación América S.A (45,90 %)
- Corporación América SUDAMERICANA S.A. (29,75 %)
- Secretaría de Transporte (15 %)
- Cedicor S.A (9,35 %)

## Presidencia
Durante la Asamblea del día 26 de abril de 2017, se decide que Martin Eurnekian asumirá la presidencia de Aeropuertos Argentina en reemplazo de Rafael Bielsa, quien luego de cuatro años deja la presidencia.

## Aeropuertos
Los aeropuertos que administra AA2000 son:
| Aeropuerto                               | Principal ciudad a la que sirve     | Provincia/Distrito  | Tipo de aeropuerto | OACI | IATA | FAA |
| ---------------------------------------- | ----------------------------------- | ------------------- | ------------------ | ---- | ---- | --- |
| Aeroparque Jorge Newbery                 | Ciudad Autónoma de Buenos Aires     | CABA                | Internacional      | SABE | AEP  | AER |
| Ministro Pistarini                       | Ezeiza                              | Buenos Aires        | Internacional      | SAEZ | EZE  | EZE |
| San Fernando                             | San Fernando                        | Buenos Aires        | Internacional      | SADF | FDO  | FDO |
| El Palomar                               | El Palomar                          | Buenos Aires        | Internacional      | SADP | EPA  | PAL |
| Astor Piazzolla                          | Mar del Plata                       | Buenos Aires        | Internacional      | SAZM | MDQ  | MDP |
| Coronel Felipe Varela                    | San Fernando del Valle de Catamarca | Catamarca           | Cabotaje           | SANC | CTC  | CAT |
| Resistencia                              | Resistencia                         | Chaco               | Internacional      | SARE | RES  | SIS |
| General Enrique Mosconi                  | Comodoro Rivadavia                  | Chubut              | Internacional      | SAVC | CRD  | CRV |
| Brigadier General Antonio Parodi         | Esquel                              | Chubut              | Cabotaje           | SAVE | EQS  | EQS |
| El Tehuelche                             | Puerto Madryn                       | Chubut              | Cabotaje           | SAVY | PMY  | PMY |
| Ingeniero Aeronáutico Ambrosio Taravella | Córdoba                             | Córdoba             | Internacional      | SACO | COR  | CBA |
| Río Cuarto                               | Río Cuarto                          | Córdoba             | Cabotaje           | SAOC | RCU  | TRC |
| General Justo José de Urquiza            | Paraná                              | Entre Ríos          | Cabotaje           | SAAP | PRA  | PAR |
| Formosa                                  | Formosa                             | Formosa             | Internacional      | SARF | FMA  | FSA |
| Gobernador Horacio Guzmán                | San Salvador de Jujuy               | Jujuy               | Internacional      | SASJ | JUJ  | JUJ |
| General Pico                             | General Pico                        | La Pampa            | Cabotaje           | SAZG | GPO  | GPI |
| Santa Rosa                               | Santa Rosa                          | La Pampa            | Cabotaje           | SAZR | RSA  | OSA |
| Capitán Vicente Almandos Almonacid       | La Rioja (Capital)                  | La Rioja            | Cabotaje           | SANL | IRJ  | LAR |
| Comodoro Ricardo Salomón                 | Malargüe                            | Mendoza             | Internacional      | SAMM | LGS  | MLG |
| Gobernador Francisco Gabrielli           | Mendoza                             | Mendoza             | Internacional      | SAME | MDZ  | DOZ |
| Suboficial Ayudante Santiago Germano     | San Rafael                          | Mendoza             | Cabotaje           | SAMR | AFA  | SRA |
| Puerto Iguazú                            | Puerto Iguazú                       | Misiones            | Internacional      | SARI | IGR  | IGU |
| Libertador General José de San Martín    | Posadas                             | Misiones            | Internacional      | SARP | PSS  | POS |
| Teniente Luis Candelaria                 | San Carlos de Bariloche             | Río Negro           | Internacional      | SAZS | BRC  | BAR |
| Gobernador Edgardo Castello              | Viedma                              | Río Negro           | Cabotaje           | SAVV | VDM  | VIE |
| Martín Miguel de Güemes                  | Salta                               | Salta               | Internacional      | SASA | SLA  | SAL |
| Domingo Faustino Sarmiento               | San Juan                            | San Juan            | Cabotaje           | SANU | UAQ  | JUA |
| Brigadier Mayor César Raúl Ojeda         | San Luis                            | San Luis            | Cabotaje           | SAOU | LUQ  | UIS |
| Villa Reynolds                           | Villa Mercedes                      | San Luis            | Cabotaje           | SAOR | VME  | RYD |
| Piloto Civil Norberto Fernández          | Río Gallegos                        | Santa Cruz          | Internacional      | SAWG | RGL  | GAL |
| Teniente Daniel Jukic                    | Reconquista                         | Santa Fe            | Cabotaje           | SATR | RCQ  | RTA |
| Vicecomodoro Ángel de la Paz Aragonés    | Santiago del Estero                 | Santiago del Estero | Cabotaje           | SANE | SDE  | SDE |
| Termas de Río Hondo                      | Termas de Río Hondo                 | Santiago del Estero | Internacional      | SANR | RHD  | MRA |
| Gobernador Ramón Trejo Noel              | Río Grande                          | Tierra del Fuego    | Internacional      | SAWE | RGA  | GRA |
| Teniente Benjamín Matienzo               | San Miguel de Tucumán               | Tucumán             | Internacional      | SANT | TUC  | TUC |